# Třída Conejera
Třída Conejera je třída hlídkových člunů postavená v 80. letech 20. století pro španělské námořnictvo. Postaveny byly čtyři jednotky této třídy. Španělsko je vyřadilo roku 2010. Po jednom plavidle poté zakoupil Senegal a Mosambik.

## Stavba
Španělská společnost E.N. Bazán v loděnici ve Ferrolu postavila celkem čtyři jednotky této třídy.
Jednotky třídy Cojenera:
| Jméno             | Spuštěna       | Vstup do služby   | Status |
| ----------------- | -------------- | ----------------- | --- |
| Conejera (P-31)   | 9. září 1981   | 31. prosince 1981 | Vyřazena 2010, 21. února 2012 převedena senegalskému námořnictvu jako Conejera (P31), aktivní.                                            |
| Dragonera (P-32)  | 25. září 1981  | 31. prosince 1981 | Vyřazena 2010, od 10. prosince 2012 slouží v Mosambiku jako Pebane (P001). Mosambik za plavidlo zaplatil pouze symbolickou cenu 100 Euro. |
| Espalmador (P-33) | 11. ledna 1981 | 10. května 1982   | Vyřazena 2010. |
| Alcanada (P-34)   | 10. února 1982 | 10. května 1982   | Vyřazena 2010. |

## Konstrukce

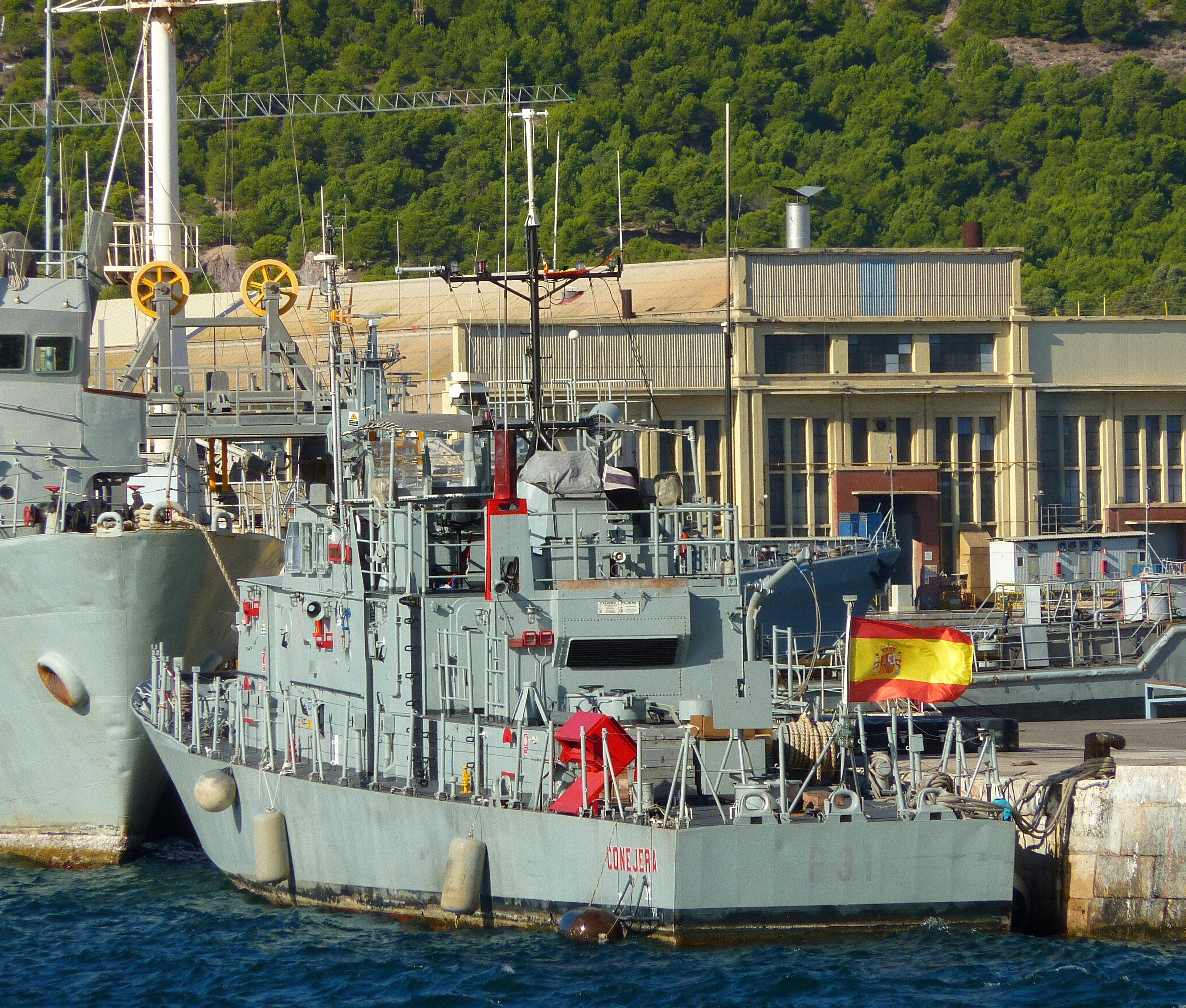
Conejera (P31)

Plavidla jsou vyzbrojena jedním 20mm kanónem Oerlikon a dvěma 7,62mm kulomety MG3. Pohonný systém tvoří dva diesely Bazan-MTU 16V 362 SB80 o celkovém výkonu 2800 bhp, pohánějící dva lodní šrouby. Nejvyšší rychlost dosahuje 25 uzlů. Dosah je 1500 námořních mil při rychlosti 15 uzlů.